# Paul Andreu
Pour les articles homonymes, voir Andreu.
Paul Andreu, né le 10 juillet 1938 à Caudéran en Gironde et mort le 11 octobre 2018 à Paris 15e, est un architecte français spécialiste des constructions aéroportuaires. Il est l’architecte de 20 aéroports dans le monde, dont notamment celui de Roissy-Charles-de-Gaulle qu'il conçut à l'âge de 29 ans et est à l'origine de sa renommée. Il se diversifie ensuite vers des réalisations autres que des terminaux d'aéroports. Il est aussi peintre et écrivain.

## Biographie

### Formation
Après des études secondaires au lycée Michel-Montaigne de Bordeaux où son père enseignait les mathématiques, Paul Andreu suit la préparation aux grandes écoles au lycée Louis-le-Grand à Paris et il est reçu simultanément à l’École normale supérieure et à l’École polytechnique.
Après avoir été diplômé de l'École polytechnique (promotion 1958), il mène de front un cursus à l’École nationale des ponts et chaussées (il sortira ingénieur du Corps des Ponts et Chaussées en 1963) et des études à l’École nationale supérieure des beaux-arts (ENSBA), dans l’atelier d’architecture d'Otello Zavaroni puis de Paul Lamache (rue Visconti), école dont il sortira diplômé en janvier 1969.

### Carrière
« Je construisais des pistes à Orly tout en faisant les Beaux-Arts le soir. »

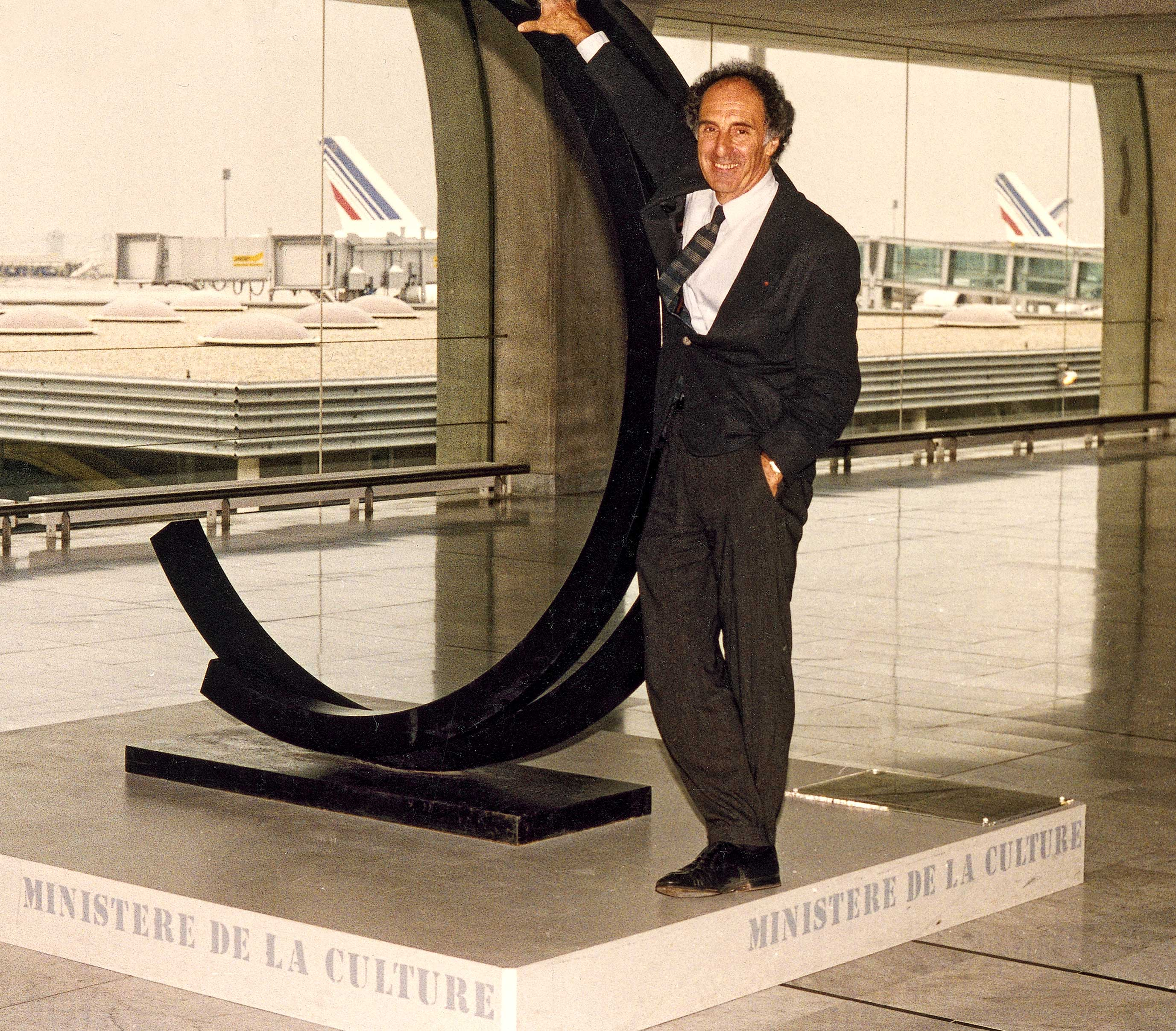
Paul Andreu en 1996.

Son double cursus Polytechnique et Beaux-Arts lui permet de concilier sa vocation artistique et un solide bagage technique.

Dès le début de sa carrière, il rejoint la société Aéroports de Paris (ADP) qui lui confie le poste d'ingénieur en chef du département travaux puis du département architecture en 1968 ; il devient architecte en chef et directeur des projets en 1974, puis directeur de l’architecture et de l’ingénierie en 1979, à la suite d'Henri Vicariot, polytechnicien architecte et professeur à l'ENSBA. À l'âge de 29 ans, il conçoit le terminal 1 du futur aéroport de Roissy-Charles-de-Gaulle d'une architecture totalement novatrice pour l'époque (une masse ronde de béton avec des tubes de circulation imbriqués au centre) qui fait sa renommée et sa spécialisation dans les infrastructures aéroportuaires. Il conçoit ensuite tous les autres terminaux de l'aéroport de Roissy au gré de ses extensions, ainsi que de son complexe central mêlant gare ferroviaire (RER et TGV) et résidence hôtelière. 

« Chaque fois que je pense un projet, je ne crée pas une boîte pour y organiser du mouvement, mais je conçois les murs en fonction du mouvement que les gens effectueront à l'intérieur. »

Fort de son expérience sur Roissy, il conçoit les aéroports d'Abou Dabi, de Jakarta, du Caire, de Dar Es Salaam, de Bruneï, de Kansaï dans la baie d’Osaka, de Nice, de Bordeaux, de Pointe-à-Pitre de Guadeloupe.
Déjà connu dans le monde des architectes pour ses réalisations aéroportuaires, il le devient auprès du grand public français à l'occasion de la construction de la Grande Arche de la Défense, inaugurée en 1989. Il est en effet choisi pour épauler Johan Otto von Spreckelsen, l'architecte lauréat du concours, puis pour en achever les travaux à la suite de la démission et au décès du concepteur initial de la Grande Arche. Très discret jusqu'ici, il passe alors régulièrement à la télévision et dans la presse pour promouvoir la Grande Arche. Il conçoit ensuite le terminal français du tunnel sous la Manche.
Le 23 mai 2004, une section de l'aérogare 2E de l'aéroport Roissy-Charles de Gaulle s’effondre, une année après sa mise en service, faisant quatre morts et sept blessés. Ayant conçu ce bâtiment, sa responsabilité d'architecte est alors engagée et cela le marque profondément au point qu'il ne fera par la suite quasiment plus de nouveaux projets en France, se consacrant quasi-exclusivement à l'étranger. « J’ai essayé d’être aussi honnête que possible, en pensant d’abord aux quatre personnes qui y ont perdu la vie. Bien sûr, je pleure mon ouvrage, mais je n’ai jamais inversé les choses. C’est une épreuve qu’il faut traverser sans s’en prendre aux autres et sans assumer des fautes que l’on n’a pas commises. Cet accident a bloqué tout mon travail en France. »

En 1998, il remporte le concours du Grand Théâtre national de Pékin (aussi connu comme l'Opéra de Pékin) Ce dernier sera inauguré le 22 décembre 2007 dans la douleur et moult péripéties. 

« J’avais toujours rêvé de créer un grand bâtiment culturel, de rentrer enfin en ville. Ce fut cette capitale à laquelle je n’aurais jamais pensé, car la Chine restait une sorte de mirage pour moi, le grand pays jaune des cartes scolaires de Vidal Lablache. L’Opéra est devenu l’œuvre de ma vie, on ne repassera pas les plats. »

Lorsqu’il quitte ADP en 2003, Paul Andreu fonde sa propre agence d’architecture à Paris.

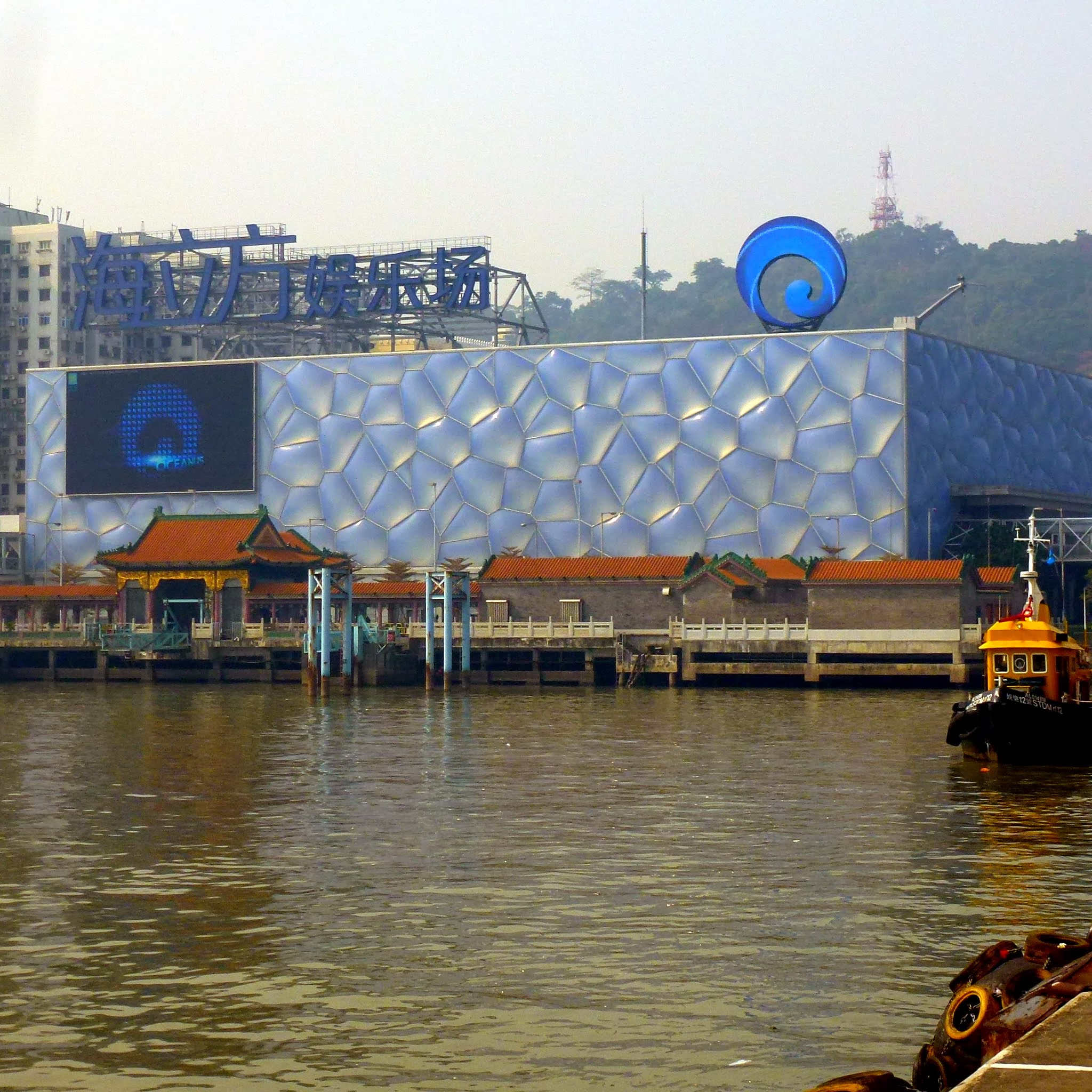
Le casino Oceanus de Macao.

L’Oriental Art Center (en) (complexe culturel consacré à la musique inauguré à Shanghai en décembre 2004) et le Grand Théâtre national de Pékin sont des réalisations issues de la collaboration de Paul Andreu avec ADP Ingénierie et des associés chinois locaux. Le New Technology and Science Enterprising Centre à Chengdu et les études menées pour le complexe Oceanus à Macao constituent des projets plus récents menés depuis leur origine par son agence[réf. nécessaire].
En 2005, tandis qu’il entreprend des études d’urbanisme pour Bruxelles, Paul Andreu élargit son champ d’activités en réalisant le décor et les costumes de la pièce Oh les beaux jours ! de Samuel Beckett, produite par Frederick Wiseman au théâtre du Vieux-Colombier à la Comédie-Française. En 2006, la maison Paco Rabanne lui confie l’agencement de ses nouvelles boutiques en Chine.
En 2008, il est engagé pour concevoir l'Édifice 2-22, un immeuble à vocation culturelle, à Montréal, mais sa proposition est abandonnée.
En 2009, il termine deuxième du concours pour le nouveau Stade Roland Garros en collaboration avec l'agence parisienne Richez Associés. Dès lors, il réalise avec l'agence le musée archéologique de Taiyuan, le Nouvel opéra de Jinan en Chine, inauguré en octobre[réf. nécessaire] 2013, et  la Cité municipale de Bordeaux, sa ville natale, en 2014.

### Distinctions et honneurs
Il est élu membre de l’Académie des beaux-arts le 19 juin 1996 au fauteuil d’Henry Bernard.
Le 12 décembre 2006, il reçoit pour l'ensemble de son œuvre le grand prix du Globe de Cristal des mains du ministre français de la Culture Renaud Donnedieu de Vabres. C'est la plus haute distinction triennale de l'Académie internationale d'architecture (il succède à Oscar Niemeyer).
À partir de mars 2008, il fait partie de la commission présidée par Hugues Gall et chargée par Christine Albanel, ministre de la Culture, de pourvoir le poste de directeur de la villa Médicis à Rome.

### Décorations
- Officier de la Légion d'honneur[17]
- Grand-croix de l'ordre national du Mérite[17]
- Commandeur de l'ordre des Arts et des Lettres[17]
- Chevalier de l'ordre des Palmes académiques[18]

## Réalisations

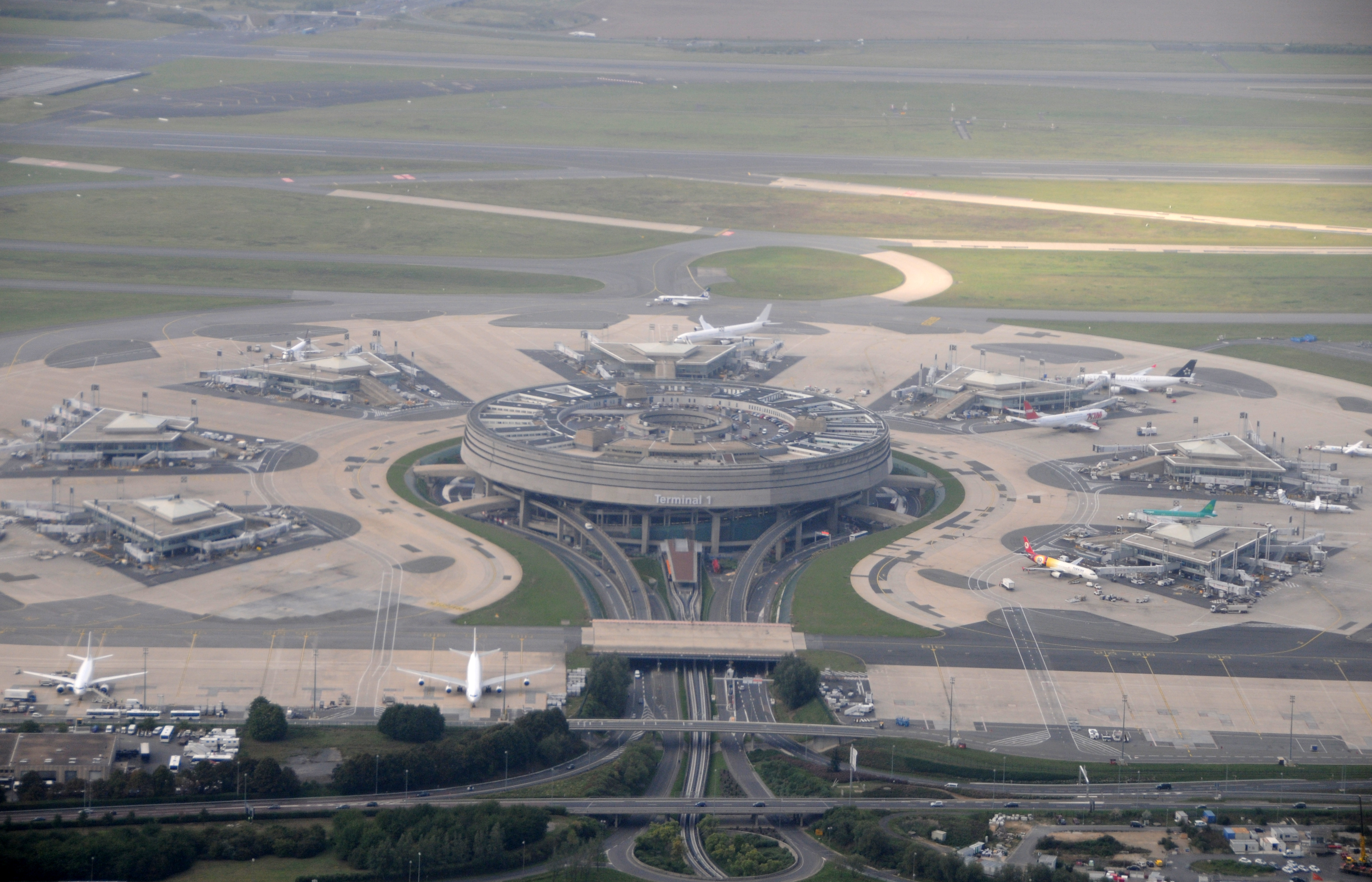
Première aérogare et ses satellites de l’aéroport de Roissy Charles-de-Gaulle.

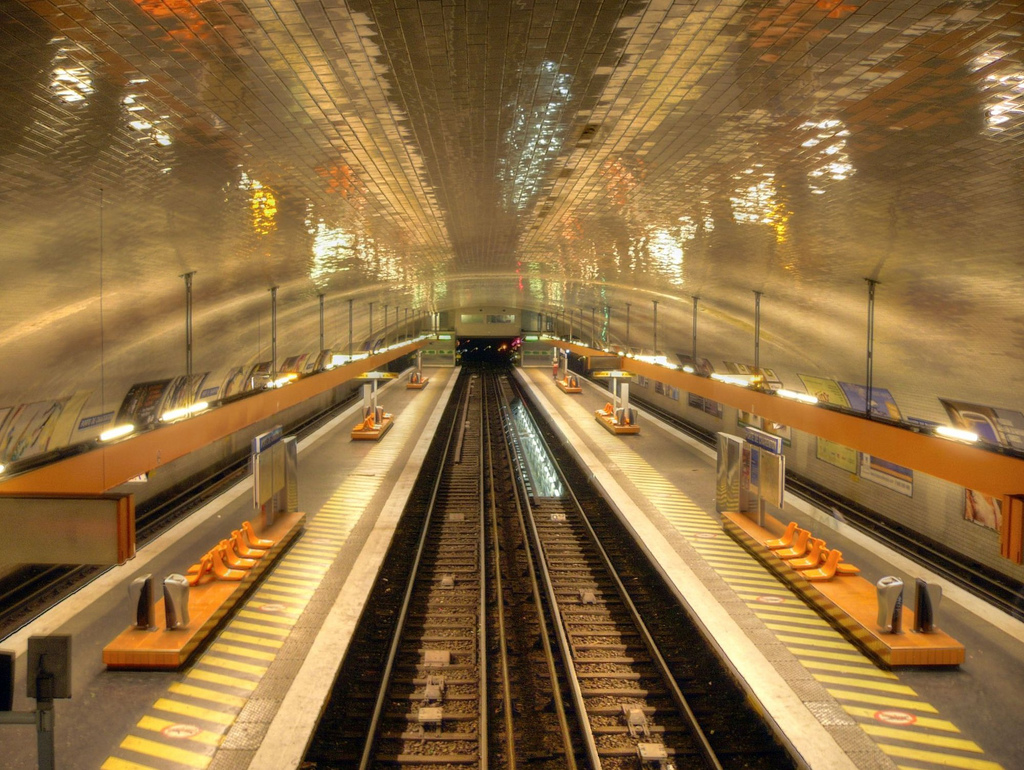
Station de métro à Paris (Porte de Charenton) aménagée selon le style conçu par Paul Andreu avec Joseph-André Motte.

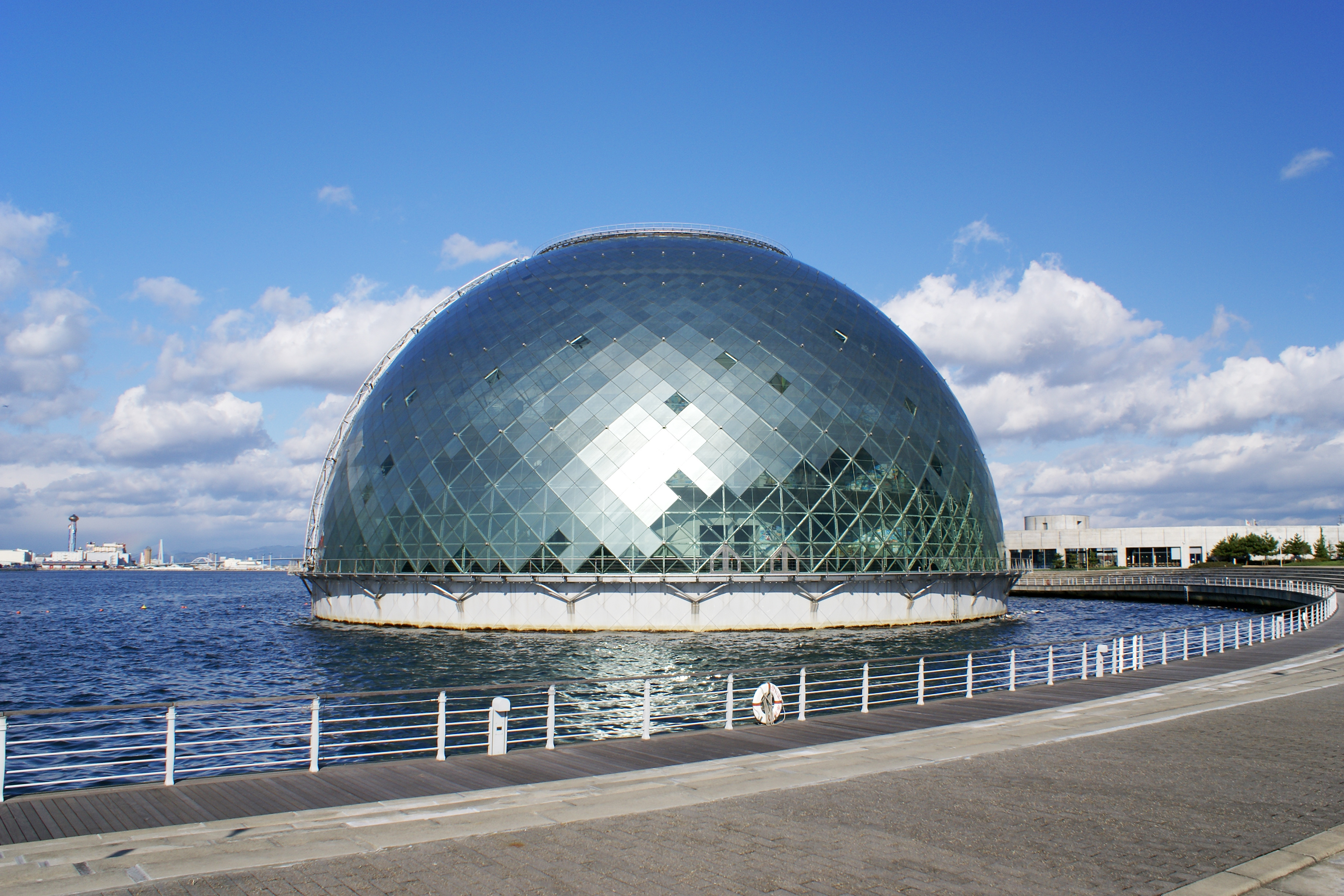
Musée maritime d’Osaka (Japon).

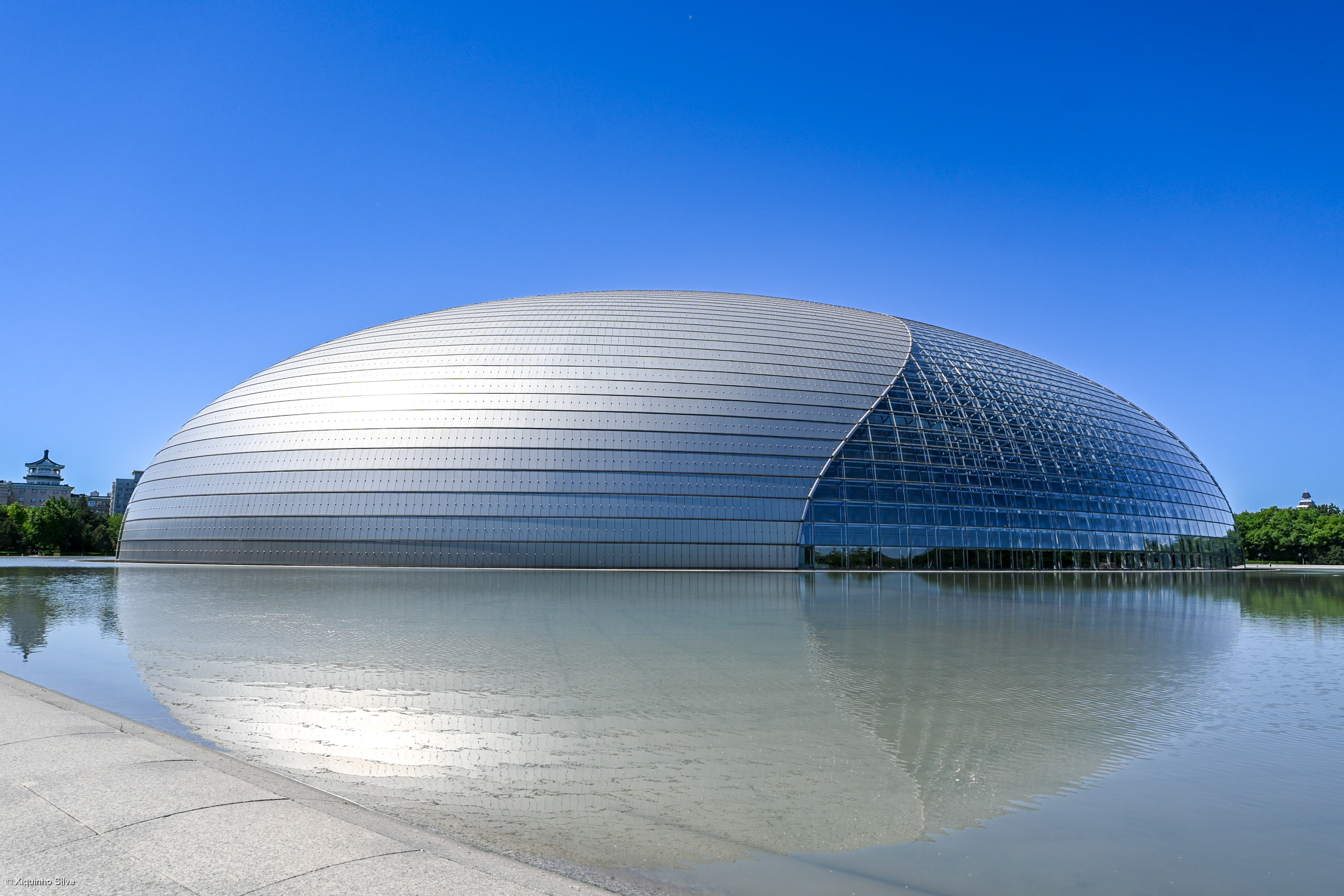
Le Centre national des arts du spectacle à Pékin en 2007.

- 1967-2003 : Aéroport de Paris-Charles-de-Gaulle (Roissy-en-France) :
  - Aérogare 1, tour de contrôle, central téléphonique, centrale thermo-frigo-électrique, château d'eau, éclairage routier (1967-1974) ;
  - Gare du RER (1972-1976).
- 1973: aménagement d'une centaine de stations du métro de Paris, en collaboration avec le décorateur Joseph-André Motte (style dit "style Andreu-Motte")
- 1981-1985 : Aéroport international de Jakarta, Indonésie
- 1989 : Grande Arche de la Défense en collaboration avec l'architecte Johan Otto von Spreckelsen
- 1991 : hôtel Borobudur, étude, Djakarta, Indonésie
- 1991-1994 : Nouvelle aérogare de Santiago du Chili.1er prix Chili
- 1991-1994 : Aéroport international de Sanya Phénix, nouvelle aérogare, Sanya, Chine
- 1991-1995 : Cité Europe, terminal français du tunnel sous la Manche (Calais, Pas-de-Calais) France
- 1992 : Nishinomiya Hôtel et centre culturel, concours, Japon
- 1992 : Nouvel aéroport d’Athènes, concours, Spáta, Grèce
- 1992 : pont de l’A14 sur la Seine, concours, Le Mesnil le Roi, France
- 1992 : Aéroport de Berlin-Schönefeld, plan masse et nouvelle aérogare, étude, Allemagne
- 1992 : Nouvel aéroport métropolitain de Séoul, concours, Corée
- 1992 : Stade de Manchester, concours, Angleterre
- 1992-1993 : Aéroport de Doha, étude, Qatar
- 1992-1993 : Aéroport international de Larnaca, 1er prix, Chypre
- 1992-1995 : Aéroport international d'Harare, étude, Zimbabwe
- 1993 : nouveau terminal de l'aéroport d’Atatürk, concours, Istanbul, Turquie
- 1993 : stade Multifonctions Arena, concours, Melun-Sénart, France
- 1993-2000 : Musée maritime d’Osaka, Osaka, Japon
- 1994 : Aéroport de Bangkok, concours, Thaïlande
- 1994 : Grand stade de Saint-Denis, concours, France
- 1994 : centre d’exposition de Douai, concours France
- 1995 : stade multifonctions, étude, Joyetsu, Japon
- 1995-1996 : étude pour l'aéroport international d'Eldoret, Kenya
- 1995-2003 : Aéroport international Imam Khomeini, Iran
- 1996-1999 : Aéroport international de Shanghai-Pudong nouvelle aérogare, concours, projet lauréat, Shanghai, Chine
- 1996-2005 : Aéroport international d'Abou Dabi, module 2 (extension de l'aéroport existant), concours, projet lauréat, Abou Dabi, Émirats arabes unis
- 1997 : Aéroport international de Durban, nouvelle aérogare, étude, Durban, Afrique du Sud
- 1997 : Aéroport Adolfo-Suárez de Madrid-Barajas, nouvelle aérogare, concours, Madrid, Espagne
- 1997 : Cité des sciences de Shanghai-Pudong, concours, Shanghai, Chine
- 1997-2002 : Aéroport de Nice-Côte d'Azur, 2e module (extension de l'aérogare 2), France
- 1998 : Guangzhou Daily Cultural Plazza, tour de bureaux, concours, Canton, Chine
- 1998 : nouvelle aérogare de l'aéroport de Canton-Baiyun, concours, Canton, Chine
- 1998 : nouvelle aérogare de l'aéroport de Ningbo Dongshe, concours, Ningbo, Chine
- 1998-2001 : Complexe omnisports de Canton, Chine
- 1999 : Grand Stade de Casablanca, avant-projet (en association avec Mohammed Fikri Benabdallah, architecte), mise en service différée, Casablanca, Maroc
- 1999-2004 : Grand théâtre national de Pékin, opéra et salles de spectacles, concours international : projet lauréat, Chine
- 2000-2003 : Centre des arts orientaux, salles de spectacles, Shanghai, Chine
- 2000-2005 : Aéroport international de Dubaï, terminal 3, Dubaï, Émirats arabes unis
- 2003 : Centre des sciences de Guangdong, Cité des sciences, Canton, concours, Chine
- 2003 : Business District Core, centre d’affaires, concours, Pékin, Chine
- 2003 : Diamond Site, hôtel, bureaux, commerces, concours, Shanghai, Chine
- 2003 : Centre des sciences et des arts culturels de Suzhu, complexe des sciences et des arts culturels, théâtre, commerces, concours, Chine
- 2003 : Village du forum mondial, centre d’affaires, Pékin, étude, Chine
- 2004 : Ambassade de France à Pékin, aménagement du campus diplomatique, concours, Chine
- 2004 : Casino de Lille, complexe hôtel-casino, concours, France
- 2004 : Casino de Toulouse, casino, commerces, salle de spectacles, concours, France
- 2004 : Hôtel du centre des arts orientaux de Shanghai, projet lauréat, Chine
- 2004-2006 : Centre administratif de Chengdu, campus administratif, bureaux, Chengdu, Chine
- 2004-2006 : Site archéologique de Bibracte, structure de couverture de fouilles, Mont Beuvray, France
- 2004-2007 : Hôtel pour le centre des arts orientaux de Shanghai, 200 chambres et centre d’affaires, Shanghai, Chine
- 2004-2007 : Technology and Science Enterprising Center, Chengdu, projet lauréat, Chine
- 2005 : Palais de justice de la ville de Chengdu, nouveau palais de justice, concours, Chine
- 2005 : Hôtel à Macao, hôtel de 1 000 chambres et appartements, étude, Chine
- 2005 : Nouvelle bibliothèque de Canton, concours, Chine
- 2005 : Siège social et agence en Algérie - CMA-CGM, immeuble de bureaux, étude, Alger, Algérie
- 2005 : Euroméditerranée, The french line center, immeuble de bureaux, étude, Marseille, France
- 2005 : Complexe Oceanus à Macao, casinos, hôtel, commerces, bureaux et logements, Macao, Chine
- 2005-2006 : Chaix, Cognac Ferrand, bâtiment de stockage, Cognac, France
- 2005-2006 : Études pour le casino de Macao, Chine
- 2005-2007 : Villa à Cannes, maison privée de 600 m2, Cannes, France
- 2006 : Concept d’aménagement urbain du quartier de la gare de Bruxelles-Midi, Belgique
- 2006 : Concept pour l’aménagement urbain du site Delta, Bruxelles, Belgique
- 2006 : Concept pour l’agencement de boutiques Paco Rabanne en Chine
- 2006-2007 : Étude d’urbanisme à Nanjing, Chine
- 2009 : Nouveau stade Roland-Garros, concours, France
- 2010 : Musée archéologique de Taiyuan, Chine
- 2010-2013 : Opéra de Jinan, Chine
- 2011-2014 : Cité municipale de Bordeaux, France

## Publications
- J'ai fait beaucoup d'aérogares : Les dessins et les mots, Paris, Éditions Descartes & Cie, 1998, 136 p. (ISBN 978-2-910301-92-7)
- L'Archipel de la mémoire, Paris, Éditions Léo Scheer, 2004, 121 p. (ISBN 978-2-915280-67-8)
- L'Opéra de Pékin : Le roman d'un chantier, Paris, Éditions du Chêne, 2007, 237 p. (ISBN 978-2-84277-776-0)
- La Maison, Paris, Éditions Stock, 2009, 113 p. (ISBN 978-2-234-06193-4)
- Les Eaux dormantes : roman, Bruxelles, Belgique, Les Impressions Nouvelles, 2010, 125 p. (ISBN 978-2-87449-099-6)
- Lettre à un jeune architecte, Montpellier, France, Éditions Fata Morgana, 2011, 53 p. (ISBN 978-2-85194-787-1)
- Y avait-il des oiseaux ?, Montpellier, France, Éditions Fata Morgana, 2011, 34 p. (ISBN 978-2-85194-788-8)
- Archi-mémoires. Éditions Odile Jacob, 2013, 300 p.  (ISBN 273812951X et 978-2-7381-2951-2)
- Enfin, Paris, Éditions Gallimard, 2014, 176 p.  (ISBN 9782070144235)
- Deux lettres à un jeune architecte, France, Éditions Fata Morgana, 2016, 80 p. (ISBN 978-2-85194-975-2)

## Expositions personnelles
- L'architecte et le peintre, Galerie Éric Dupont, Paris (2021)[19]
- Paul Andreu. L'architecture est un art. Paris, Cité de l’architecture et du patrimoine (du 14 février au 02 juin 2024) [20]

## Dans la fiction
Le film L'Inconnu de la Grande Arche (2025) fait de Paul Andreu, incarné par l'acteur Swann Arlaud, l'un de ses principaux protagonistes. Le long-métrage revient sur la construction de l'Arche de la Défense et sa collaboration sur ce projet avec son concepteur, le danois Johan Otto von Spreckelsen.